# Dick Berk
Pour les articles homonymes, voir Berk.
Richard Alan "Dick" Berk, né le 22 mai 1939 à San Francisco en Californie et mort le 8 février 2014 (à 74 ans) à Portland dans l'Oregon, est un batteur de jazz américain.

## Discographie

### Comme leader
- Rare One (Discovery Records, 1983)
- Big Jake (Discovery, 1984)
- More Birds Less Feathers (Discovery, 1986)
- Music of Rodgers & Hart (Trend Records, 1988)
- Let's Cool One (Reservoir Records, 1991)
- Bouncin' With Berk (9 Winds, 1991)
- East Coast Stroll (Reservoir Records, 1993)
- One by One (Reservoir, 1995)

### Comme batteur pourCal Tjader
- Agua Dulce (Fantasy Records, 1971)
- Tjader (Fantasy, 1972)
- Live At The Funky Quarters (Fantasy, 1972)
- Last Bolero In Berkeley (Fantasy, 1973)
- Puttin' It Together (Fantasy, 1974)
- Tambu de Cal Tjader And Charlie Byrd (Fantasy, 1974)
- Last Night When We Were Young (Fantasy, 1975)

### En collaboration
- Flashback (Riverside, 1963), avec Don Friedman
- Bish Bash (Xanadu, 1964 [1975]), avec Walter Bishop, Jr.
- Tears for Dolphy (1964), avec Ted Curson
- Dreams and Explorations (Riverside, 1964), avec Don Friedman
- That's the Way It Is  (Impulse!, 1969), avec Milt Jackson
- Just the Way It Had to Be (Impulse!, 1969),  avec Milt Jackson
- Stablemates (Candid, 1977), avec Blue Mitchell
- Experience (United Artists 1970) avec Jean Luc Ponty (en faisant partie du George Duke Trio)